# Hall in Tirol
Hall in Tirol város Ausztriában, Tirol tartományban. Közigazgatásilag hozzá tartozik Absam.

## Fekvése
Innsbrucktól keletre található. Az innsbrucki járáshoz (Bezirk) tartozik.
Fekvése különlegesen szép. Felette északon a Karwendel sziklafalai emelkednek.

## Története
A település neve (Hall) egy 1256-os dokumentumban szerepel először, a középkorban a 13. század óta a sóbányászat központja volt Ausztriában. Sótartály szerepel a város címerében is, melyet ké toldalról egy-egy arany oroszlán tart. A kibányászott sót főképp Svájcba és a német területekre szállították. 1303-ban a település városi rangot szerzett, 1477-ben pedig a pénzverési jogot is elnyerte.
A várost 1938 és 1974 között Solbad Hallnak nevezték, 1974-től pedig a Hall in Tirol nevet vette fel.

## Látnivalói
- Hasegg vára (Burg Hasegg)
- Bányászati múzeum (Bergbaumuseum)
- Sófőző házak
- Speckbacher-emlékmű
- Városháza (Rathaus)
- Szent Miklós-plébániatemplom (Pfarrkirche St. Nikolaus)
- Magdalena-Kapelle
- Jézus szíve apácakolostor
- Jezsuita templom

## Itt születtek
- Christoph Grienberger(wd) (1561–1636), jezsuita asztronómus, teológus, Galilei és  Kepler kortársa
- Josef Feistmantl (1939–2019), olimpiai és világbajnok szánkós
- Klaus Dibiasi(wd) (* 1947), olimpiai bajnok műugró
- Ingrid Felipe (* 1978), politikus
- Manfred Pranger (* 1978), világbajnok alpesi síző

## Testvérvárosai
- Iserlohn, Németország, 1967 óta
- Winterthur, Svájc

## Képgaléria

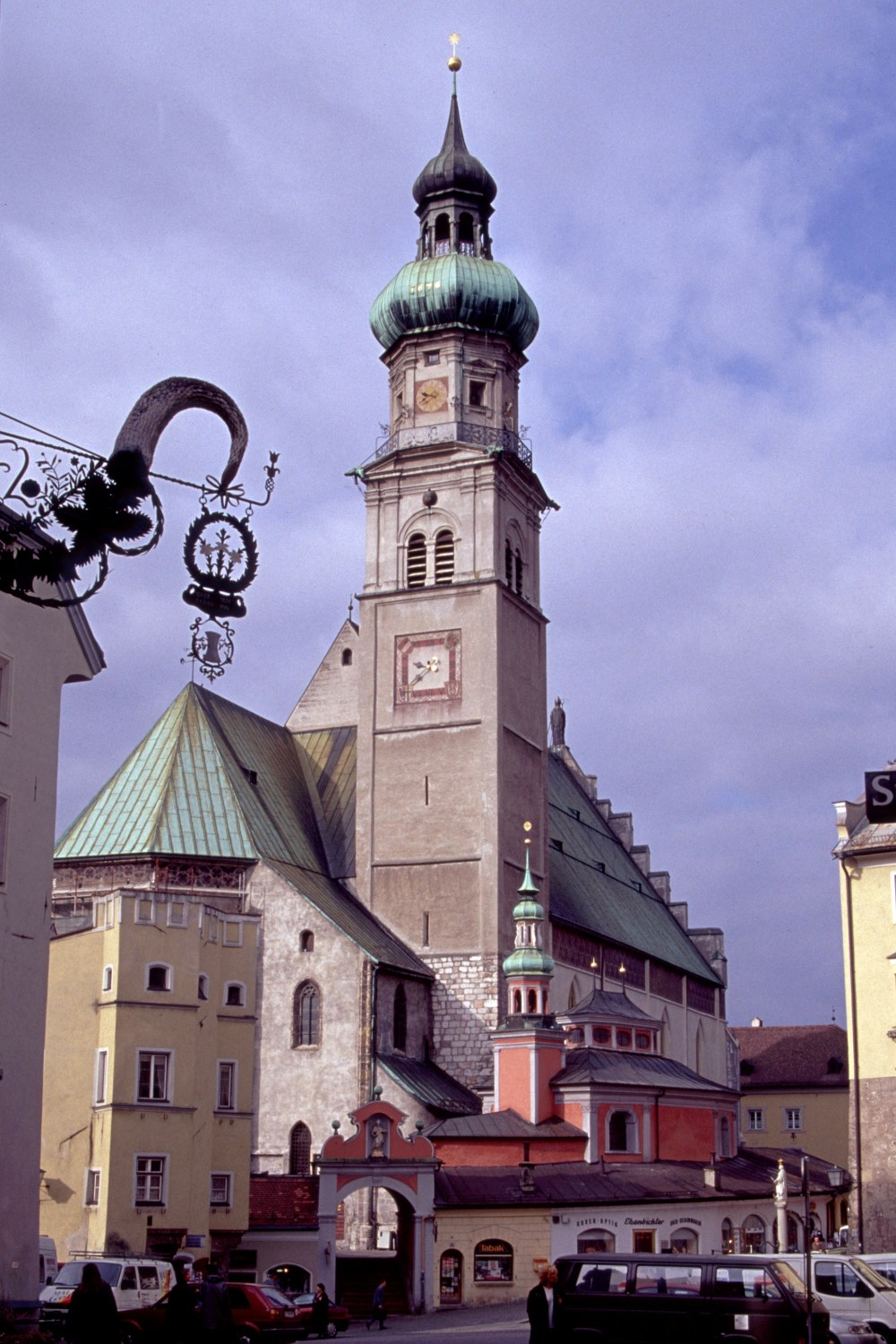
A Szent Miklós-plébániatemplom
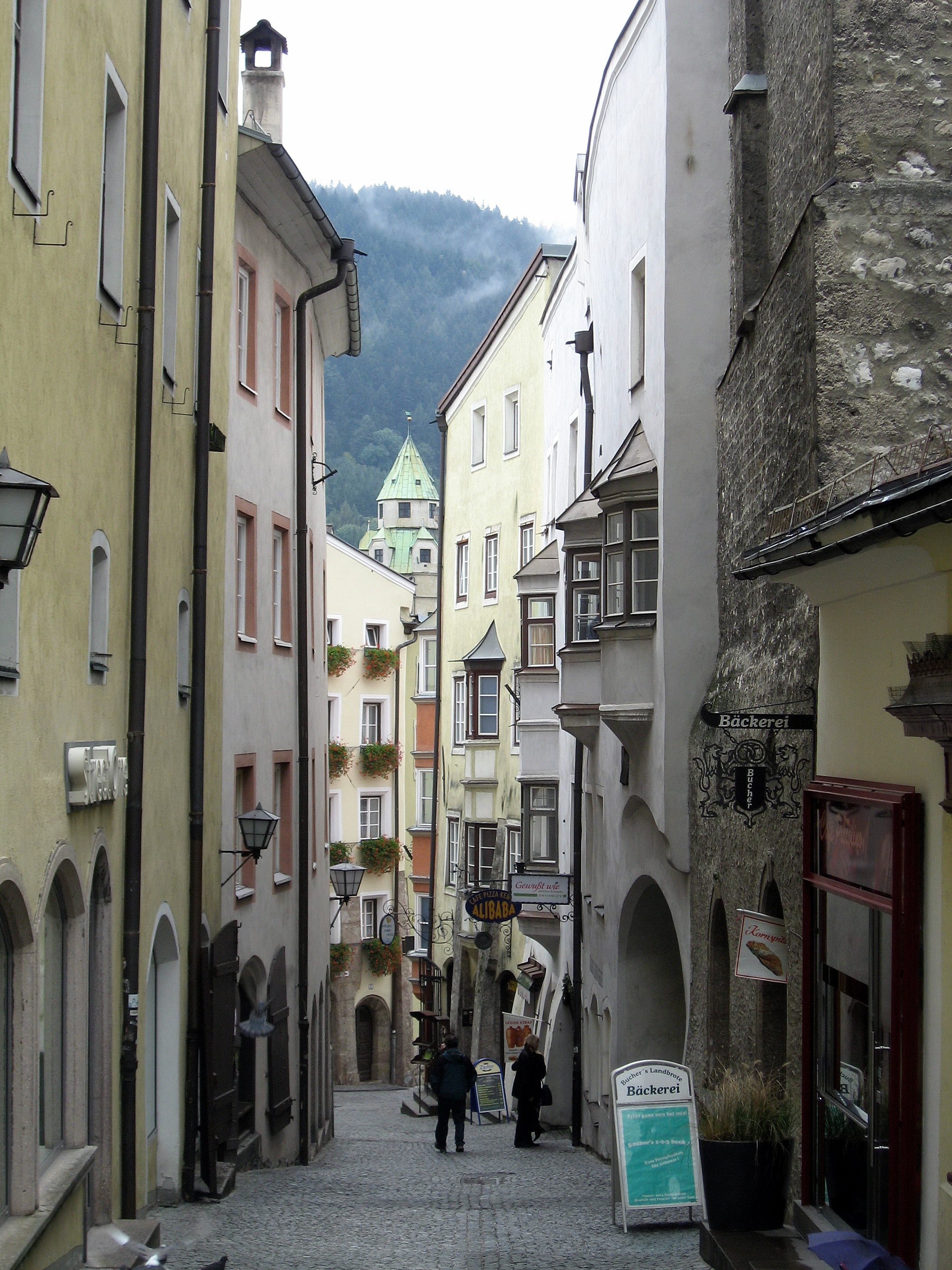
Hosszú árok a centrumban
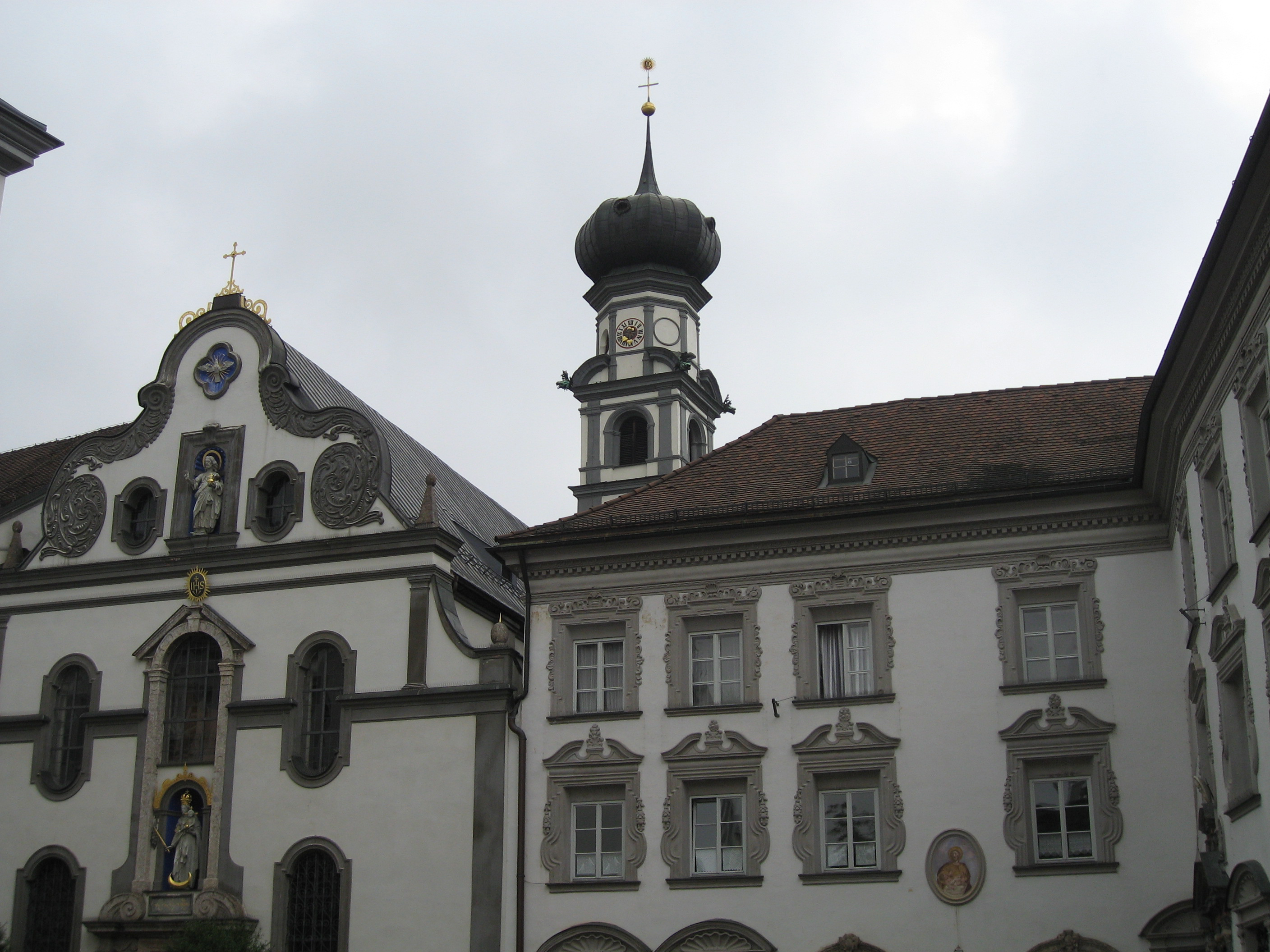
Jezsuita templom
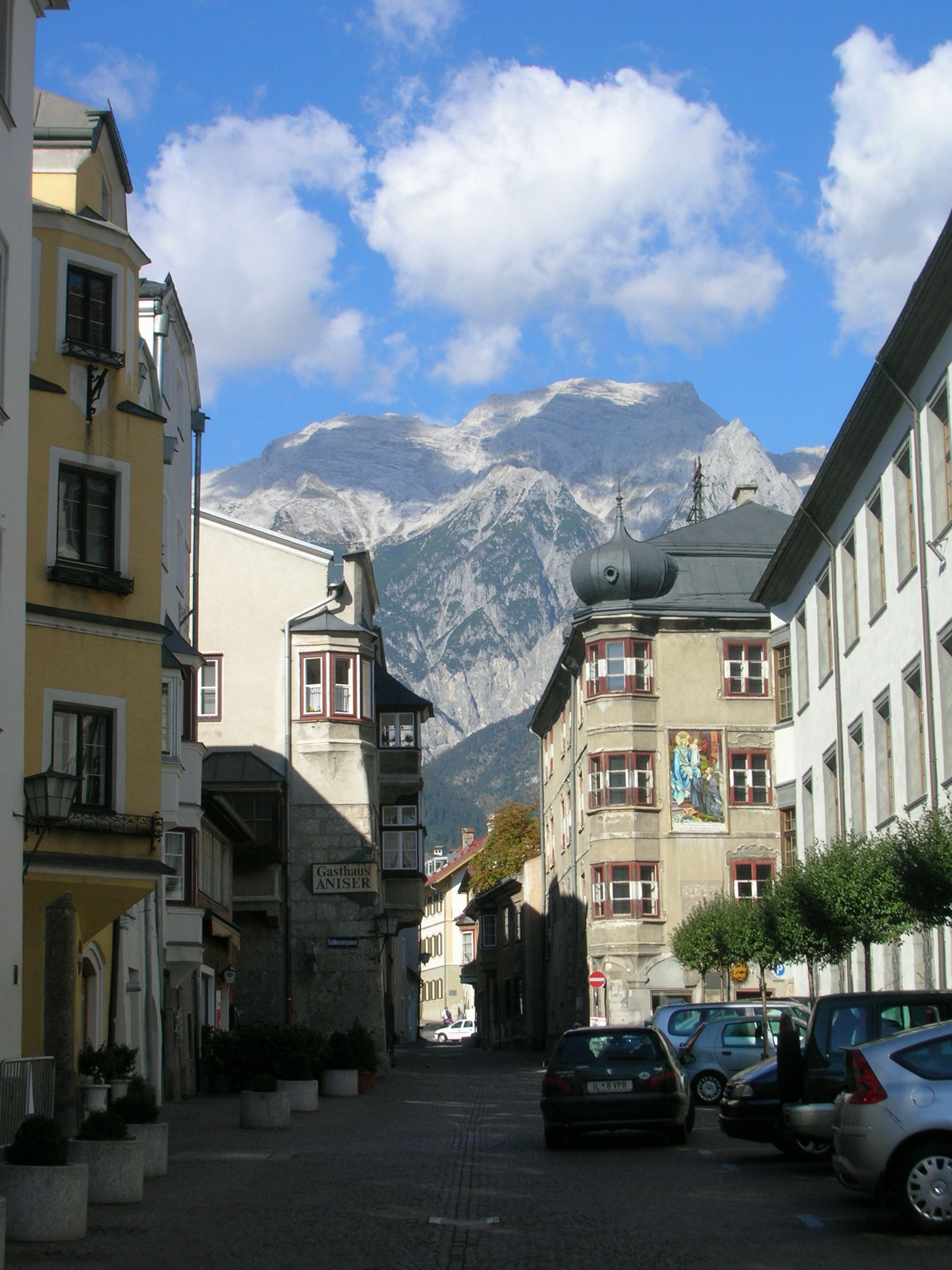
Az óváros egy utcája, háttérben a Bettelwurf-heggyel
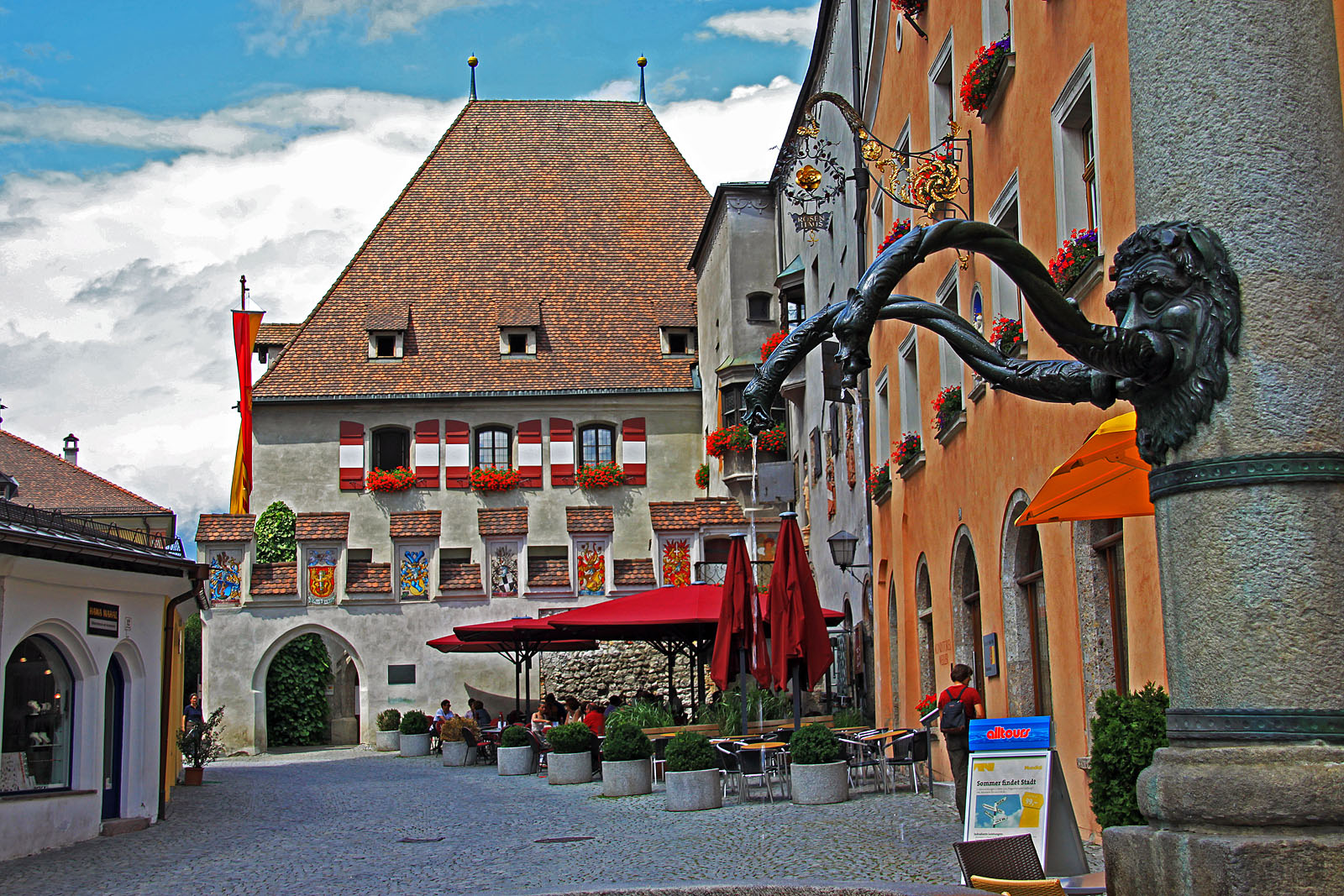
Városháza (Rathaus)
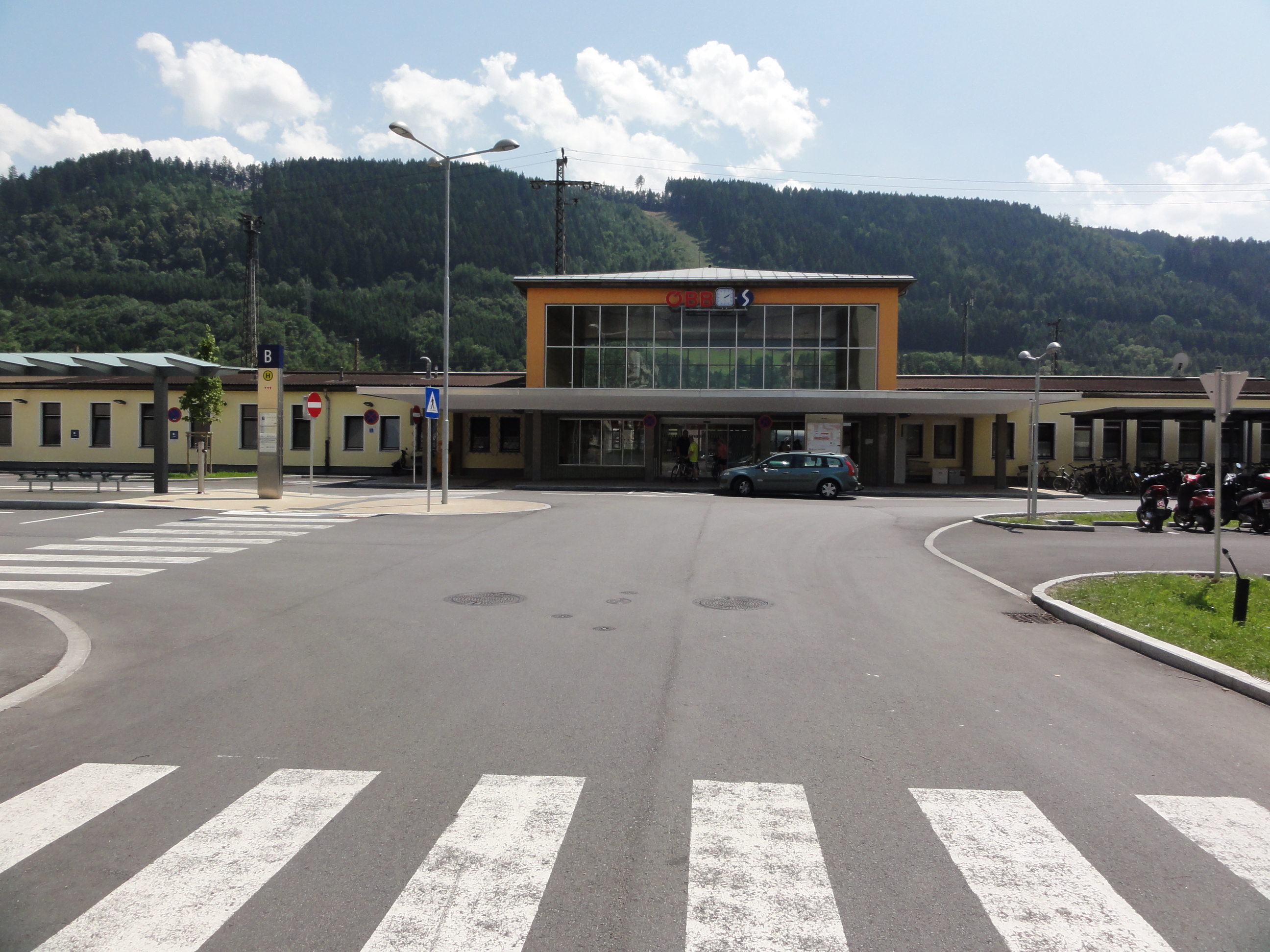
Az állomás
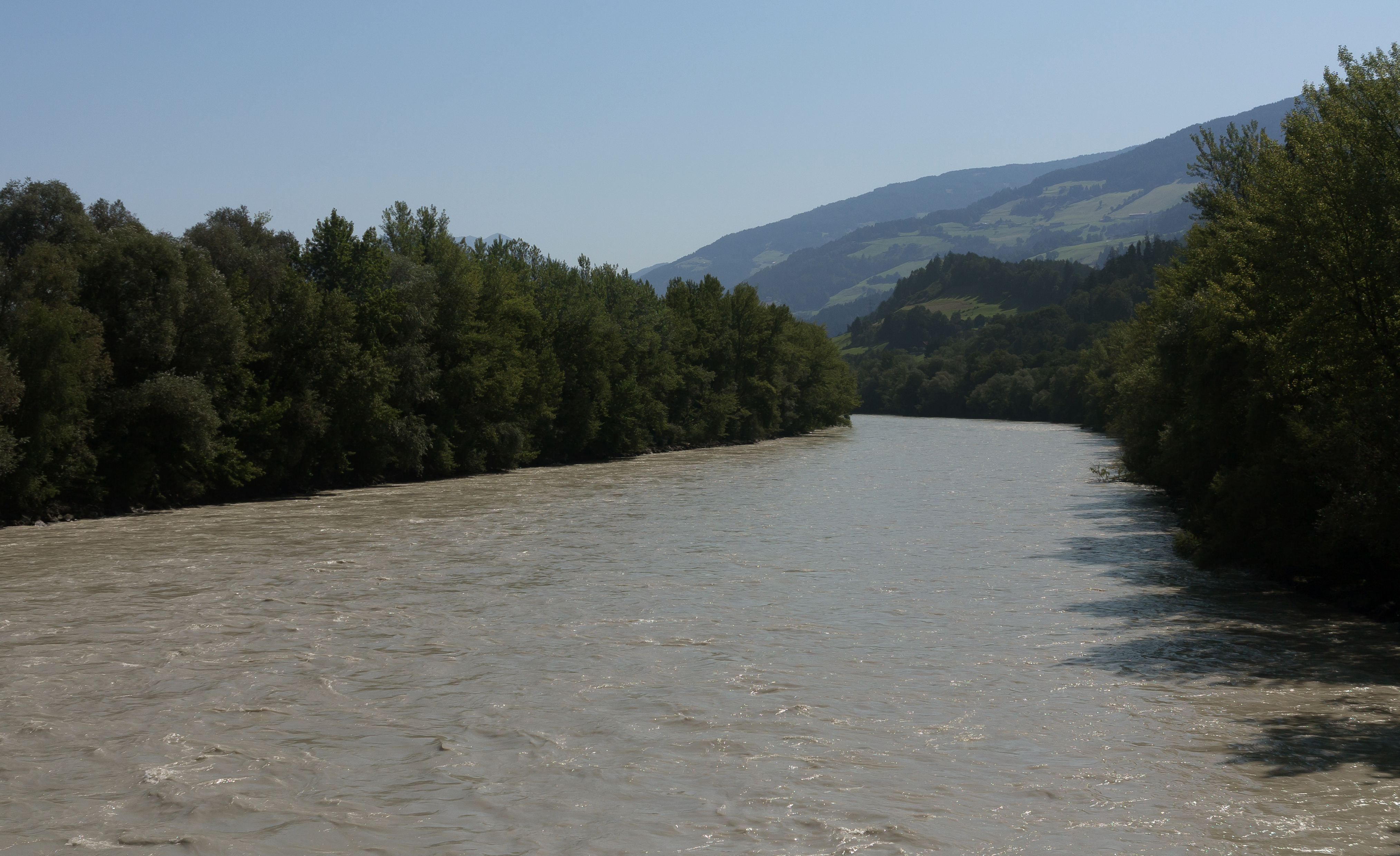
Az Inn Hall közelében